# Trude Mohr
Trude Mohr est une femme allemande née le 12 septembre 1902 à Potsdam (Empire allemand) et morte en 1989. De 1934 à 1937, elle est la directrice des Bund Deutscher Mädel (BDM), l'organisation de jeunesse féminine du Troisième Reich.

## Biographie

### Jeunesse et études
Trude Mohr naît en 1902 dans une famille nationaliste. Elle ne finit pas ses années au lycée et n'obtient pas, en conséquence, son diplôme (Abitur). Elle rejoint un groupe de jeunesse nationaliste (hors du parti nazi) dans les années 1920, en devenant même une responsable. Elle travaille ensuite dans le service postal.

### Carrière

#### Création et direction de la BDM
Elle rejoint en 1928 le NSDAP et est chargée d'établir une antenne féminine des Jeunesses hitlériennes (son pendant féminin n'existe pas encore) dans le Brandebourg. Elle en devient la responsable en 1931 ; celui-ci est le deuxième plus grand groupe au niveau national, en 1932. La même année, les Jeunesses hitlériennes sont suspendues pour excès de violence, par un décret pris par le gouvernement de la République de Weimar ; il en va de même pour la branche féminine. Elle continue pour autant à travailler, et, après des querelles internes à l'organisation, abandonne son emploi (elle est en réalité en congés) pour se consacrer pleinement à la création d'une organisation distincte des Jeunesse hitlériennes.
Elle est ainsi nommée à la tête de cette nouvelle organisation de jeunesse féminine, les Bund Deutscher Mädel, le 1er juin 1934.

#### Démission
Elle en quitte la direction en novembre 1937, après s'être mariée à un officier de la SS du grade d'Obersturmführer dont elle est enceinte. Elle aura réussi à créer une organisation de 2,7 millions de membres. Elle est remplacée par la psychologue Jutta Rüdiger. Elle travaille ensuite dans une administration de services sociaux pour les fonctionnaires. En juin 1945, elle est capturée et brièvement emprisonnée par les Britanniques. Elle devint par la suite femme au foyer. En 1953, elle se présenta sans succès aux élections régionales dans la Basse-Saxe, ainsi qu'au Bundestag comme candidate pour le Bloc pan-allemand/Fédérations des réfugiés et des expulsés. De 1953 à 1980, elle travailla dans la protection sociale d'entreprises allemandes.

## Sources
- (en) Cet article est partiellement ou en totalité issu de l’article de Wikipédia en anglais intitulé « Trude Mohr » (voir la liste des auteurs).